# アトリン湖
アトリン湖（アトリンこ、英: Atlin Lake）は、カナダのブリティッシュコロンビア州北西部にある湖。州内では最大の自然湖である。大部分がブリティッシュコロンビア州アトリン地区に入るが、最北端はリトル・アトリン湖としてユーコン準州に入る。ユーコン川の源流と見做されているが、湖の水はごく短いアトリン川を流れタギッシュ湖に流入する。
テレサ島、コッパー島といった島がある。
湖の名はトリンギットの言葉で「大きな湖」を意味するÁa Tlein（Â Tłèn）から来ている。
東岸にはアトリン村があり、南部はアトリン州立公園・レクリエーション地域に指定されている。